# V Cumbre Morada
Las elecciones internas para la presidencia del Partido Morado de 2021, oficialmente la V Cumbre Morada, se llevaron a cabo del 25 al 30 de diciembre de 2021 para elegir al nuevo presidente del partido. El Congreso fue convocado por el Órgano Electoral Nacional del Partido Morado el 29 de noviembre como consecuencia de la dimisión de Julio Guzmán Cáceres como líder del partido el 8 de junio.
Se presentaron dos listas de candidatos, encabezadas por Luis Durán Rojo y Narescka Culqui Martínez. La elección se organizó en 2 fases: en la primera, los militantes del partido de cada región del Perú (incluyendo los residentes en el extranjero) emitieron su voto en favor de alguna de las dos listas; subsiguientemente, los delegados de cada región emitieron su voto para elegir al presidente del partido. Tras la publicación de datos preliminares, Culqui concedió la elección y reconoció la victoria de Durán.

## Antecedentes
Tras la derrota electoral en las elecciones generales de 2021, el Partido Morado entró en una grave crisis interna: dirigentes y militantes renunciaron a la organización tras la negativa de Julio Guzmán, líder del partido, a apartarse de la dirigencia. Tras la amenaza de un cisma y el desmoronamiento de las bases regionales, Guzmán anunció el 8 de junio su renuncia a la dirigencia del partido y la convocatoria a elecciones internas.

## Sistema electoral
La elección para el presidente del partido se basó en un sistema de dos niveles. En la primera fase, entre el 25 y 29 de diciembre, se convocaron asambleas regionales en cada una de las 27 circunscripciones electorales del Perú con el fin de que los militantes del partido emitieran su voto por alguna de las dos listas. En la segunda fase, el 30 de diciembre, se organizó la Cumbre Morada y emitieron su voto los congresistas, miembros del CEN, miembros del órgano electoral en conjunto con los personeros legales regionales, estos últimos con un voto concordante con los acuerdos adoptados por la mayoría de la circunscripción a la cual representan.

## Calendario
Las fechas clave se enlistan a continuación:
- 29 de noviembre: convocatoria a elecciones internas partidarias por el Órgano Electoral Nacional
- 9 de diciembre: fecha límite para presentación de listas de candidatos y candidatas
- 11 de diciembre: comunicación de observaciones a las listas presentadas por parte de los órganos electorales regionales
- 12 de diciembre: plazo máximo para subsanar listas observadas
- 13 de diciembre: publicación de listas finales admitidas por el Órgano Electoral Nacional
- 25–29 de diciembre: elecciones internas de las asambleas regionales
- 30 de diciembre: elecciones internas de la Cumbre Morada

## Candidaturas

### Oficiales
| Lista | Lista | Candidato                | Edad    | Posiciones notables | Campaña | Anuncio                 | Ref.  |
| ----- | ----- | ------------------------ | ------- | --- | ------- | ----------------------- | ----- |
|       | 1     | Luis Durán Rojo          | 48 años | Cofundador del Partido Morado (2016) Miembro de Comité Ejecutivo Nacional (2017–2021) Candidato al Congreso de la República por Lima (2021) |         | 12 de diciembre de 2021 | [ 7 ] |
|       | 2     | Narescka Culqui Martínez | 34 años | Candidata al Congreso de la República por Lima (2021)                                                                                       |         | 4 de diciembre de 2021  | [ 8 ] |

### Declinadas
Los individuos de esta sección fueron objeto de especulaciones sobre su posible candidatura, pero negaron públicamente o se retractaron de su interés en postularse:

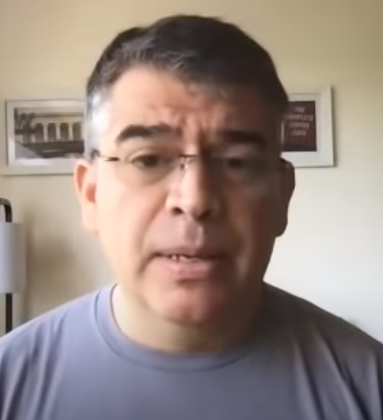
Julio Guzmán
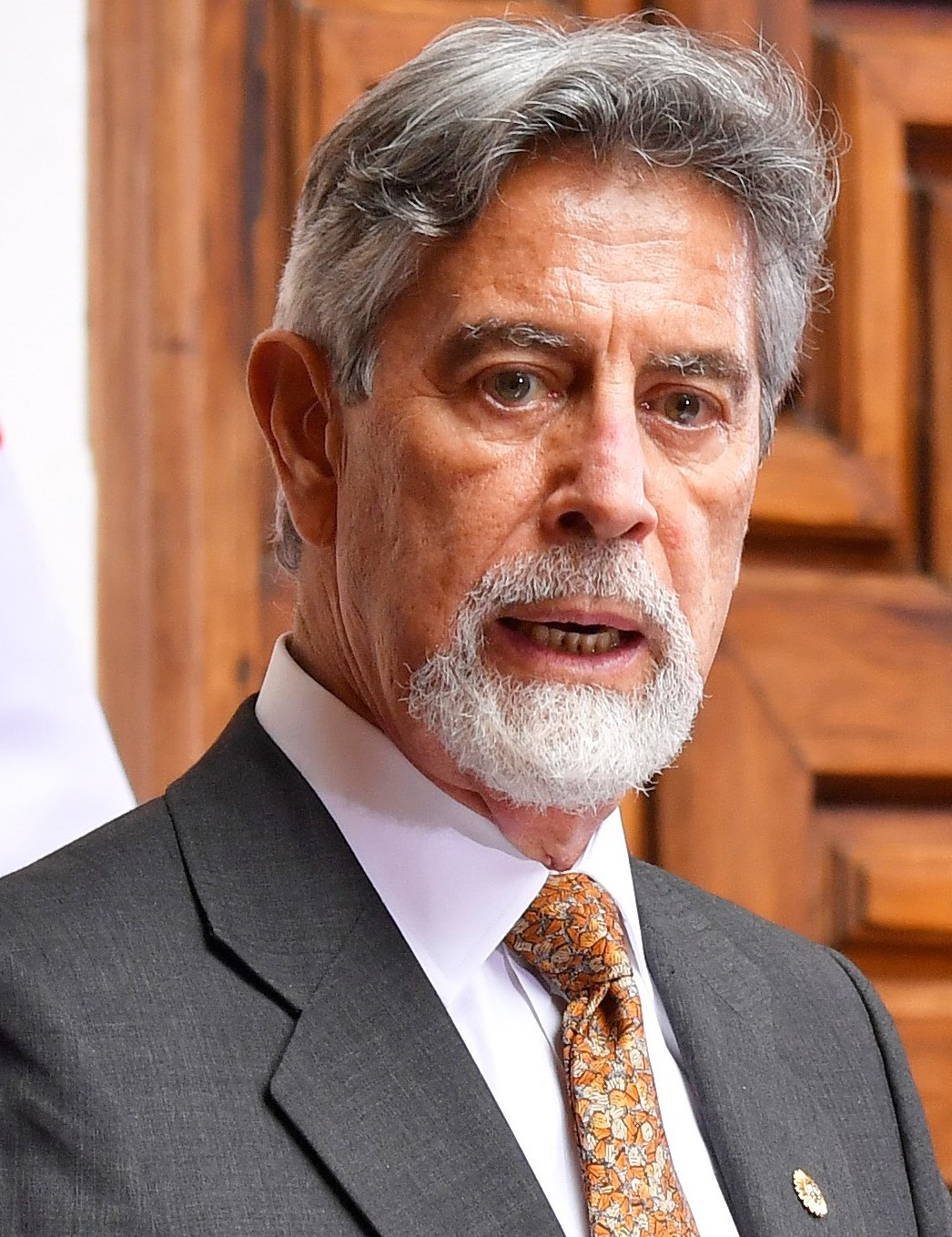
Francisco Sagasti
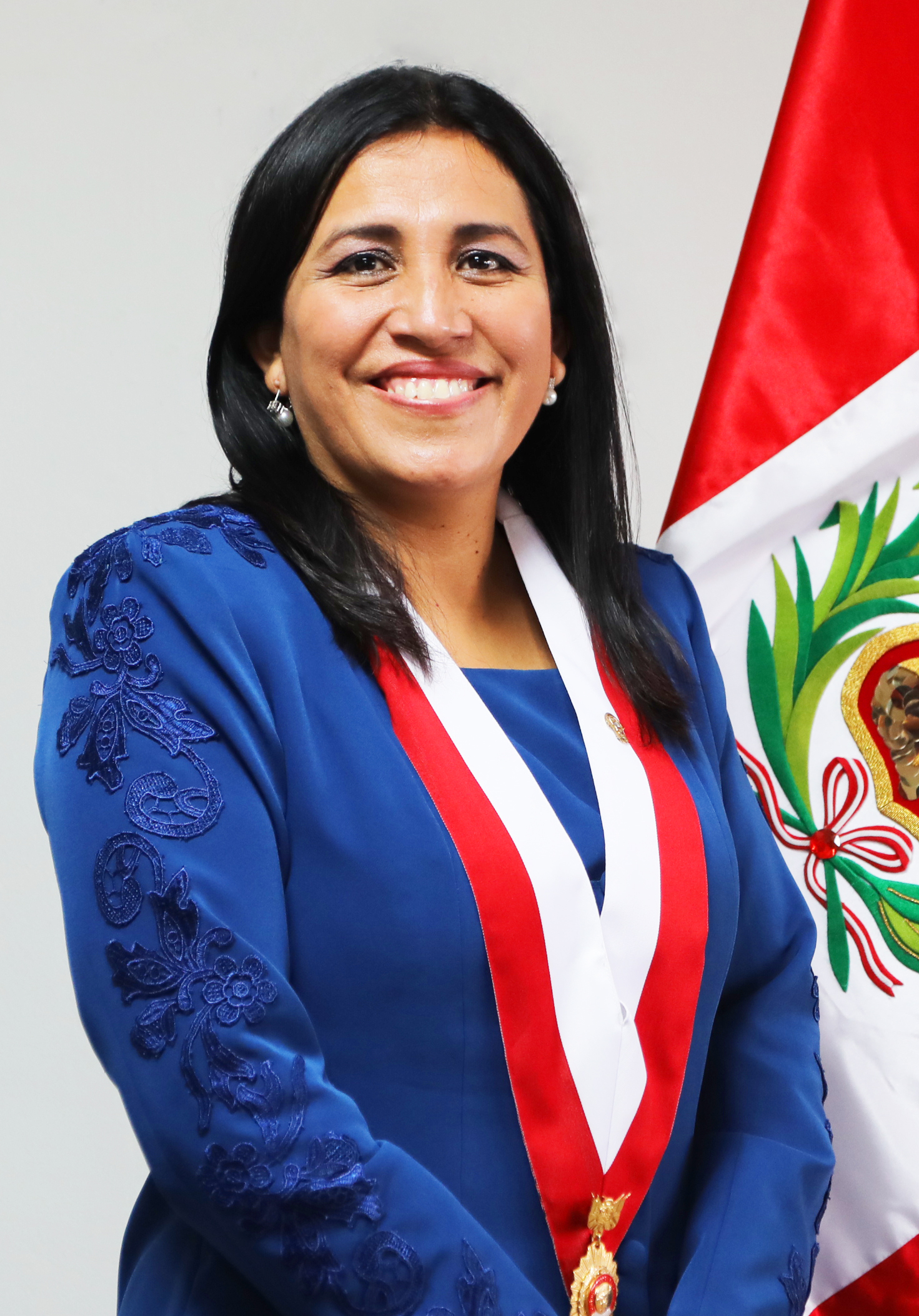
Flor Pablo

- Julio Guzmán Cáceres (51 años) — Presidente del Partido Morado (2016–2021).[9]
- Francisco Sagasti Hochhausler (77 años) — Secretario Nacional de Estrategia Programática y Plan de Gobierno (2016–2020); congresista de la República por Lima (2020–2021); presidente de la República (2020–2021).[10][11]
- Flor Pablo Medina (47 años) — Ministra de Educación (2019–2020); congresista de la República por Lima (2021–presente).[12]

## Apoyos

### Luis Durán
| Apoyos de Luis Durán                                                   |
| ---------------------------------------------------------------------- |
| - Lisseth Meléndez, miembro del Comité Ejecutivo Nacional (2018–2019). |

### Narescka Culqui
| Apoyos de Narescka Culqui                                              |
| ---------------------------------------------------------------------- |
| - Flor Pablo, congresista de la República por Lima (2021–presente).    |
| - Susel Paredes, congresista de la República por Lima (2021–presente). |
| - Daniel Olivares, excongresista de la República por Lima (2020–2021). |

## Resultados
| Candidato            | Candidato                | Internas: 25–29 dic 2021 | Internas: 25–29 dic 2021 | Congreso: 30 dic 2021 | Congreso: 30 dic 2021 |  |
| Candidato            | Candidato                | Votos                    | %                        | Votos                 | %                     |  |
| -------------------- | ------------------------ | ------------------------ | ------------------------ | --------------------- | --------------------- |  |
|                      | Luis Durán Rojo          |                          |                          |                       |                       |  |
|                      | Narescka Culqui Martínez |                          |                          |                       |                       |  |
|                      |                          |                          |                          |                       |                       |  |
| Total                |                          |                          |                          |                       |                       |  |
|                      |                          |                          |                          |                       |                       |  |
| Votos válidos        |                          |                          |                          |                       |                       |  |
| Votos en blanco      |                          |                          |                          |                       |                       |  |
| Votos nulos          |                          |                          |                          |                       |                       |  |
| Votos emitidos       |                          |                          |                          |                       |                       |  |
| Abstenciones         |                          |                          |                          |                       |                       |  |
| Votantes registrados | Votantes registrados     | 17,596                   |                          | 48                    |                       |  |
|                      |                          |                          |                          |                       |                       |  |
| Fuente:              |                          |                          |                          |                       |                       |  |